# Åmåls Tidning
Åmåls-Tidningen var en tidning publicerad i Åmål 8 november 1927 till 15 oktober 1958.
Fullständig titel för tidningen var Åmåls -Tidningen Organ för landskapet Dal och Åmål. 1958 såldes tidningen till Nya Wermlands-Tidningen.

## Redaktion
Redaktionsort var hela tiden Åmål. Politisk tendens för tidningen var moderat, eller höger. Under åren 1951–1957 hade Åmåls-Tidningen utgåvan Melleruds-Tidningen.
| Period                 | Ansvarig utgivare                        | Period                 | Redaktöt                                     |
| 1927-11-07--1938-11-30 | Jacobsohn, Sven Gustaf Adolf boktryckare | 1927-11-08--1942-12-21 | Jakobsohn, Sven Gustaf Adol oäkert slutdatum |
| 1938-11-15--1952-03-31 | Rahmn, Lage Vilhelm journlist            | 1942-12-23--1955-11-14 | Forsberg, Nils                               |
| 1952-04-02--1958-10-15 | Viktorsson, Vigeor                       | 1942-12-23--1955-11-14 | Carlshamre, Nils chef red                    |
|                        |                                          | 1953-04-01--1955-11-14 | Palmring, Torsten                            |
|                        |                                          | 1955-11-16--1957-02-15 | Ingen uppgift                                |
|                        |                                          | 1957-02-18--1958-10-15 | Moberg, Sture chef red                       |

## Utgivningsdagar och tid
| Period                 | Frekvens | Dag           | Tid  | Kommentar |
| 1927-11-08--1930-11-30 | 2/v      | ti , fre      |      |           |
| 1930-12-01--1955-12-30 | 3/v      | on , må , fre | e m  | kl 12-13  |
| 1956-01-02--1958-10-15 | 3/v      | må , on , fre | morg | kl 5      |

## Tryckning
Förlaget som gav ut tidningen hette Aktiebolaget Åmåls-Tidningen. Tryckeri var Wilhelm. Rahmns boktryckeri i Åmål 1927–1936. Från november 1936 till 29 december 1947 var det Åmåls-Tidningens tryckeri som sedan 1948 heter Åmåls Tidningens aktiebolag tryckeri. Tidningens typsnitt var antikva hela tiden och tryckfärgen bara i svart. Satsytan stor 63x 48 cm eller 55x36 cm. Tidningen hade 4–8 sidor. Tidningen kostade 5 kronor år 1927 vilket steg till 20,50 kr år 1958. Upplagan är 4800 år 1932 men minskar under världskriget till bara drygt 1200. Den återhämtar sig inte fullt efter kriget utan når bara 2080 år 1948 och ligger på 1700 under 1950-talets senare år.
Närstående tidning var avläggaren Melleruds-Tidningen som gavs ut 3 januari 1952 till 30 december 1957.

## Föregångaren Åmåls-Posten
Åmåls-Posten, var en dagstidning i Åmål. Den började publiceras 16 januari 1883 i Karlstad men flyttade till Åmål redan den 23 januari 1883. Tidningen gavs ut till 4 november 1927. 
Utgivningsbevis utfärdades för extra läraren Daniel Gustaf Ågren  2 januari 1883 , sedan för studeranden Carl Hugo Hjalmar Werner den 2 april  1883 , redaktören Fredrik Leopold Berggren 20 september 1886 , boktryckaren Axel Kristoffer Polheimer 19 augusti 1887 och förlängdes 23 december 1889,  samt för studeranden Johan Adolf Wilhelm Rahm 26 november 1890. Alla har också redigerat tidningen.
Tidningen hette till 1890 Åmåls-Posten. Tidning för Åmål, Säffle Köping, Dal och västra Värmland- Tidningens fullständiga titel var sedan  Åmåls-Posten - Dalslands tidning från 4 januari 1890. Tidningens politiska tendens var moderat/ höger. Tidningen kom att bli den konservativa grupperingens huvudorgan i Åmål. 1927 vägrade den förutvarande chefredaktören Anders Jönsson Gersne att lämna tillbaka utgivningsbeviset, vilket ledde till att tidningen fick byta namn till Åmåls-Tidningen. Först 1911 fick tidningen konkurrens av liberala Provinstidningen Dalsland.

## Redaktion
Redaktionsort var hela tiden i Åmål. Tidningen kom ut 2 dagar i veckan, först tisdag och fredag till 1886, sedan onsdagar och lördagar 1886-1902, Under 2´1903-1904 prövade man med tredagarsutgivning måndag onsdag och lördag men återgick till onsdag och lördag 1905-1927.
| Period                 | Ansvarig utgivare      | Titel        | Period                 | Redaktör               |
| 1890-11-26--1921-12-28 |                        | studeranden  | 1900-01-03--1902-12-31 | Rahm, Wilhelm          |
| 1921-12-29--1923-06-22 | Malmberg, Lars Peter   | redaktören   | 1903-01-03--1912-08-10 | Rahm, Wilhelm          |
| 1923-06-23--1927-11-04 | Jönsson-Gersne, Anders | journalisten | 1903-01-03--1912-08-10 | Svensson, K. A.        |
|                        |                        |              | 1912-08-14--1922-01-03 | Rahm, Wilhelm          |
|                        |                        |              | 1922-01-05--1923-06-15 | Malmberg, L. P.        |
|                        |                        |              | 1923-06-16--1927-05-20 | Jönsson-Gersne, Anders |
|                        |                        |              | 1927-05-24--1927-10-28 | Gersne, Anders         |
|                        |                        |              | 1927-11-01--1927-11-04 | Ingen uppgift          |

## Tryckning
Trycktes i Karlstad hos C. Kjellin & C:o  två nummer 16 januari och 19 januari 1883, sedan i Åmål hos D. G. Ågren  23 januari till 27 april 1883. Sedan tog  H. Werner 1883 över tryckningen från 1 maj till 28 september 1886. Axel Polheimers tryckeri tyckte från 1 oktober 1886 till 1890. Tryckeri var sedan  Wilhelm Rahms boktryckeri i Åmål 1891–1926, sedan 1926–1927 Wilhelms Rahms boktryckeri, ägt av bröderna Jakobsohn. Tidningen trycktes med svart färg med typsnitt antikva (utom de två första numren) på en större satsyta mest cirka 62x48 cm. Sidantal var mestadels fyra men ibland så lite som två sidor. Priset var 1900 2,40 kronor, steg efter kriget till fyra kronor år 1919, sex kronor år 1921 men var 1922–1927 fem kronor.